# Illusione, musica, balletto e altro
Illusione, musica, balletto e altro è stato un programma televisivo della Rete 1, trasmesso dal 30 settembre 1982 il giovedi sera alle 20:40 per otto settimane.

## Il programma
Giancarlo Magalli conduce un varietà dall'impronta dinamica e fortemente scenografica, facendo da collante tra i vari numeri del programma, ricco di gag, balletti, ospiti in studio, numeri di magia animati dal prestigiatore Silvan e brani classici eseguiti dal giovanissimo pianista Carlo Balzaretti.
Lo studio si avvale di scenografie suggestive e ricercate per l'epoca, che sottolineano la dinamicità ed il susseguirsi delle situazioni.

## Sigle
- La sigla di testa, Illusione, è composta e orchestrata da Paolo Ormi[2].
- La sigla di coda, This Time (Osborne-Kerr), è cantata da Rettore.

## Cast tecnico
Regia: Gianni Boncompagni 

Autori: Gianni Boncompagni, Giancarlo Magalli 

Scenografia: Gaetano Castelli

Costumi: Corrado Colabucci

Coreografie: Nadia Chiatti

Direzione musicale: Paolo Ormi